# Las Posadas (film)
Las Posadas (även La Piñata) är en amerikansk animerad kortfilm med Kalle Anka från 1944. Filmen är ursprungligen en del av långfilmen Tre Caballeros från 1944.

## Handling
Kalle Anka är på semester i Sydamerika och får lära sig av ett gäng barn om den mexikanska jultraditionen Las Posadas.

## Om filmen
Filmen har haft flera olika titlar genom; Las Posadas, La Piñata och Felix Navidad. Den sistnämnda titeln är den som användes när filmen gavs ut på 16-millimetersfilm 1974.
Filmen innehåller animationer av Mary Blair, som var på plats i Mexiko december 1942 för att få inspiration till hur animationen skulle se ut.
Filmen har givits ut på VHS och DVD, både som separat kortfilm och som innehåll av Tre Caballeros.

## Rollista
- Clarence Nash – Kalle Anka
- Joaquin Garay – berättare[7]